# Igor Loro
Igor Loro (Bolzano, 29 maggio 1976 – Aymavilles, 6 novembre 1997) è stato un hockeista su ghiaccio italiano.

## Carriera
Cresciuto hockeisticamente nelle giovanili dell'HC Bolzano, fece l'esordio in prima squadra nella stagione Campionato italiano di hockey su ghiaccio 1995-96, collezionando diverse apparizioni, anche nei vittoriosi play-off. L'anno successivo trovò uno spazio maggiore, entrando stabilmente a far parte della prima squadra e potendo festeggiare il secondo scudetto personale.
Si mise in luce tanto da esser acquistato dall'HC Courmaosta nell'estate del 1997.
Morì il 5 novembre 1997 all'età di 21 anni in un incidente stradale. Mentre percorreva la SR.47 per Cogne all'altezza di Pont d'Aël, un masso sfondò il tettuccio apribile dell'auto dove viaggiava in compagnia dei compagni di squadra Patrick Timpone e Nicola Conforti, colpendo Loro, deceduto sul colpo. I compagni riportarono solo qualche ferita.

## IlMemorial Igor Loro
L'HC Bolzano ha istituito in sua memoria nel 1998, un torneo internazionale giovanile U-12, il "Memorial Igor Loro", che, con cadenza biennale, attira squadre da molti paesi. L'organizzazione del torneo è passata all'HC Future Bolzano dal 2010, con l'obiettivo di trasformare il torneo da biennale ad annuale, obiettivo raggiunto a partire dall'edizione 2013.

## Palmarès

### Club
- Campionato italiano: 2

Bolzano: 1995-1996, 1996-1997